# Čínský kalendář

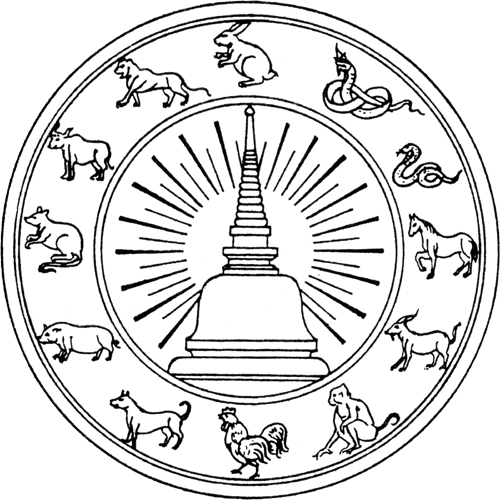
Čínský zvěrokruh

Čínský kalendář, někdy také čínský lunární kalendář (odvozený od pohybu Měsíce; čínsky: 阴历; pchin-jin: yīnlì), nebo rolnický kalendář (čínsky: 农历; pchin-jin: nónglì) patří mezi nejstarší známé datovací systémy. První zmínka o čínském kalendáři pochází z roku 2637 př. n. l. a dodnes se stále používá v Asii, především v Číně, Tchaj-wanu, Japonsku, Vietnamu a v Koreji. Jedná se o lunisolární kalendář (čínsky: 阴阳历; pchin-jin: yīnyánglì), který zahrnuje prvky jak lunárního tak i solárního kalendáře.
Pro většinu denních činností se dnes v těchto zemích používá gregoriánský kalendář, zatímco čínský kalendář se používá k určení významných svátků, jako je Čínský nový rok. Tradičně byl jako rolnický chápán jen kalendář solární, který vychází z 24 ťie-čchi neboli solárních uzlů.
Nepřesnosti ve výpočtech mohly znamenat pro panovníka ztrátu tváře i mandátu Nebes a vytváření alternativních kalendářů bylo trestáno smrtí. Za vlády dynastií Tchang, Jüan a Čching pronikly do čínského kalendáře cizí prvky a poslední reformou z roku 1645, zavedenou jezuitskými misionáři, bylo použití pravého slunečního času. Gregoriánský kalendář byl v Číně zaveden po Sinchajské revoluci v roce 1912.

## Šedesátkové cykly
Specifikem čínského kalendáře je šedesátkový cyklus kan-č' (čínsky: 干支; pchin-jin: gānzhī). Je tvořen celkem 60 kombinacemi deseti nebeských kmenů a dvanácti pozemských větví a v čínské astrologii byl používán k počítání let, měsíců, dnů a hodin. Cyklus 60 dnů byl používán od 13. století př. n. l. za dynastie Šang. Cyklus 60 měsíců byl zaveden dynastií Chan a vychází z oběžné doby Jupitera. Jediným cyklem, který se dnes používá, je cyklus 60 let.

## Struktura čínského kalendáře

### Lunární rok
Čínský rok (čínsky: 年; pchin-jin: nián) má variabilní délku, a to 353–355 dní nebo 383–385 dní v případě přestupného roku, podle toho zda sestává z 12 nebo 13 měsíců. Přestupný měsíc se vkládá pro vyrovnání se tropickému roku, který je asi o 11 dní delší. Toto občasné vkládání přestupného měsíce je známé jako Metonův cyklus, pojmenovaný po řeckém astronomovi Metónovi, který jej poprvé použil v roce 432 př. n. l. Takové kalendáře jsou pak označovány jako lunisolární. Tento princip byl ale Číňanům známý už okolo roku 600 př. n. l. Čínský Nový rok, tj. 1. den 1. lunárního měsíce, se pohybuje mezi 21. lednem a 21. únorem.

### Lunární měsíc
Lunární měsíc má 29 nebo 30 dní a začíná dnem, kdy je měsíc v novu. Měsíce, které jsou delší než je průměrná délka lunace (29,53 dne) jsou označovány jako "velké" (čínsky: 大月; pchin-jin: dàyuè), kratší jako "malé" (čínsky: 小月; pchin-jin: xiǎoyuè).

### Den
Pro účely moderního kalendáře začíná den (čínsky: 日; pchin-jin: rì) půlnocí, tradičně se ale používal systém 12 zdvojených hodin (čínsky: 时; pchin-jin: shí), který začínal ve 23:00. Dvojhodiny byly pojmenovány podle cyklu dvanácti zemských větví a každou charakterizovalo jedno znamení čínského zvěrokruhu. Menší jednotkou, používanou až do nástupu dynastie Čching byla 1/100 dne (čínsky: 刻; pchin-jin: kè), jejíž název byl odvozen od zářezů na slunečních hodinách.

### Solární rok
Solární rok (čínsky: 岁; pchin-jin: suì) má pevnou délku, a to 365 nebo 366 dní, která vychází z délky tropického roku a vymezuje dobu od jednoho zimního slunovratu k dalšímu. V moderní čínštině se výraz suej používá k označení stáří, protože Číňané tradičně počítali svůj věk právě od zimního slunovratu.

### 24 solárních uzlů
Solární rok je rozdělen na 24 období nebo solárních uzlů ťie-čchi (čínsky: 节气; pchin-jin: jiéqì), které rozdělují ekliptiku Země na 24 úseků. Dělí se na 12 sudých nebo také větších uzlů a 12 lichých nebo menších uzlů. Tyto uzly udávají nástupy jak astronomických, tak čínských civilních ročních období a zajišťují, aby byl kalendář v souladu s transformací přírody.

### 5 fází
Jiným rozdělením solárního roku je tzv. 5 fází nebo 5 ročních období (čínsky: 五行; pchin-jin: wǔxíng) dlouhých 72–73 dní, přičemž každému období vládne jeden z Pěti prvků: zima-voda, léto-oheň, jaro-dřevo, podzim-kov a přechod mezi těmito čtyřmi tvoří páté období, "vláda země" (čínsky: 土王; pchin-jin: tǔwàng).

## Čínský zvěrokruh
Čínský zvěrokruh tvoří dvanáct zvířat v následujícím pořadí: myš (nebo krysa), buvol, tygr, králík, drak, had, kůň, ovce (nebo koza), opice, kohout, pes a prase (vepř).

## Čínské svátky
Pevné svátky připadají na určitý den určitého lunárního měsíce a jejich datum v gregoriánském kalendáři se mění. Pohyblivé jsou ty, které se kryjí s jedním ze solárních uzlů (tyto mají naopak pevné datum v gregoriánském kalendáři) a ty, které připadají na určitý den následující po solárním uzlu. Patří sem i svátky, které jsou určeny jiným pravidlem, např. číslováním v rámci šedesátiletého cyklu.

### Čínský Nový rok
V čínském kalendáři patří mezi pevné svátky (v gregoriánském kal. se pohybuje mezi 21. lednem a 21. únorem) a pro jeho určení existuje několik pravidel, která ale nemusí platit, vychází-li v daný rok extrémně pozdě. Připadá na 1. den 1. lunárního měsíce, tj. na den druhého novu po zimním slunovratu. Zároveň připadá na den novu, který je nejbližší k solárnímu uzlu Začátek jara a na den prvního novu po solárním uzlu Velká zima. Je oficiálním svátkem v Číně, na Tchaj-wanu, v Hongkongu, Macau, Singapuru, Korejské republice, Indonésii, Malajsii, Bruneji, Laosu, Vietnamu a na Mauriciu.

### Svátek lampionů
Připadá na 15. den 1. lunárního měsíce.

### Čching-ming
Čching-ming, také známý jako Svátek zametání hrobek, patří mezi pohyblivé svátky, protože koliduje se solárním uzlem Jasno a světlo, který většinou připadá na 5. dubna. V čínském kalendáři se pohybuje mezi 13. dnem 2. lunárního měsíce a 17. dnem 3. lunárního měsíce. Mimo Čínu je oficiálním svátkem v Hongkongu, Macau, na Tchaj-wanu a v Jižní Koreji.

### Narozeniny Buddhy
Připadá na 8. den 4. lunárního měsíce.

### Svátek dračích člunů
Připadá na 5. den 5. lunárního měsíce, proto je známý jako "svátek dvou pětek". Mimo Čínu je oficiálním svátkem v Hongkongku, Macau, na Tchaj-wanu a v Jižní Koreji.

### Svátek duchů
Připadá na 15. den 7. lunárního měsíce.

### Svátek středu podzimu
Připadá na 15. den 8. lunárního měsíce, tj. v období mezi 8. září a 8. říjnem. Mimo Čínu je oficiálním svátkem v Hongkongu, Macau, na Tchaj-wanu a v Jižní Koreji.

### Svátek dvou devítek
Připadá na 9. den 9. lunárního měsíce a je oficiálním svátkem v Hongkongu a Macau.

### Tung-č' (Zimní slunovrat)
Koliduje se solárním uzlem Zimní slunovrat a připadá na 22. prosince, v čínském kalendáři tak jde o pohyblivý svátek.